# Acidaliastis bicurvifera
Acidaliastis bicurvifera is een vlinder van de familie van de spanners (Geometridae). De wetenschappelijke naam van deze soort is voor het eerst voorgesteld door Louis Beethoven Prout in een publicatie uit 1916.
De soort komt voor in Kenia en Zuid-Afrika.